# Richard Tol
Pour les articles homonymes, voir Tol (homonymie).
 (mai 2021).
La mise en forme du texte ne suit pas les recommandations de Wikipédia : il faut le « wikifier ».
Les points d'amélioration suivants sont les cas les plus fréquents :
- Les titres sont pré-formatés par le logiciel. Ils ne sont ni en capitales, ni en gras.
- Le texte ne doit pas être écrit en capitales (les noms de famille non plus), ni en gras, ni en italique, ni en « petit »…
- Le gras n'est utilisé que pour surligner le titre de l'article dans l'introduction, une seule fois.
- L'italique est rarement utilisé : mots en langue étrangère, titres d'œuvres, noms de bateaux, etc.
- Les citations ne sont pas en italique mais en corps de texte normal. Elles sont entourées par des guillemets français : « et ».
- Les listes à puces sont à éviter, des paragraphes rédigés étant largement préférés. Les tableaux sont à réserver à la présentation de données structurées (résultats, etc.).
- Les appels de note de bas de page (petits chiffres en exposant, introduits par l'outil «  Source ») sont à placer entre la fin de phrase et le point final[comme ça].
- Les liens internes (vers d'autres articles de Wikipédia) sont à choisir avec parcimonie. Créez des liens vers des articles approfondissant le sujet. Les termes génériques sans rapport avec le sujet sont à éviter, ainsi que les répétitions de liens vers un même terme.
- Les liens externes sont à placer uniquement dans une section « Liens externes », à la fin de l'article. Ces liens sont à choisir avec parcimonie suivant les règles définies. Si un lien sert de source à l'article, son insertion dans le texte est à faire par les notes de bas de page.
- La présentation des références doit suivre les conventions bibliographiques. Il est recommandé d'utiliser les modèles {{Ouvrage}}, {{Chapitre}}, {{Article}}, {{Lien web}} et/ou {{Bibliographie}}. Le mode d'édition visuel peut mettre en forme automatiquement les références.
- Insérer une infobox (cadre d'informations à droite) n'est pas obligatoire pour parachever la mise en page.

Pour une aide détaillée, merci de consulter Aide:Wikification.
Si vous pensez que ces points ont été résolus, vous pouvez retirer ce bandeau et améliorer la mise en forme d'un autre article.
Richard S.J. Tol (né le 2 décembre 1969 à Hoorn, Pays-Bas) est professeur d'économie à l'Université du Sussex. Il est également professeur d'économie de l'environnement à la Vrije Universiteit Amsterdam. Il est membre de l'Academia Europaea.
Selon RePEc, Richard Tol a publié près de 200 articles scientifiques dans des revues à comité de lecture. Il totalise près de 5 200 citations et son indice h est de 34,. La revue dans laquelle il a le plus publié (27 articles) est Energy Policy (facteur d'impact : 5.042),. Il fait partie du top 3 des économistes les plus cités au monde dans le champ de l'économie de l'environnement.
Tol a travaillé sur tous les rapports d'évaluation du GIEC depuis 1996.

## Carrière universitaire
Tol a obtenu une maîtrise en économétrie et recherche opérationnelle en 1992 et un doctorat en sciences économiques en 1997 à l'Université VU d'Amsterdam,.
Tol est spécialisé en économie de l'énergie et en économie de l'environnement, avec un intérêt particulier pour le changement climatique. De 1998 à 2008, il est Adjunct Professor au département d’ingénierie et politiques publiques à l'Université Carnegie-Mellon aux États-Unis. De 2000 à 2006, il est professeur aux département de géosciences et département de sciences économiques à l'Université de Hambourg en Allemagne.
Il est chercheur associé à l'Université Victoria en 1994 et au University College de Londres en 1995 et il est professeur invité à l'Université Princeton en 2006,.
En 2009, Tol publie un article intitulé The Economic Effects of Climate Change dans le Journal of Economic Perspectives, c'est aujourd'hui l'un de ses articles les plus cités.
Tol a publié ses articles avec plus de 100 co-auteurs, il a par exemple écrit avec les Prix Nobel d'économie Kenneth Arrow et William Nordhaus,.

## Travail avec le GIEC
Richard Tol a collaboré avec le GIEC à de multiples reprises travaillant avec les trois différents groupes de travail sur le deuxième (1996), troisième (2001), quatrième (2007) et cinquième rapport d'évaluation du GIEC (2014). 
Il y assume diverses fonctions : Contributing Author (en 1996 avec le groupe de travail n°3 , en 2001 avec le groupe de travail n°1, et en 2007 avec le groupe de travail n°2), Lead Author (en 2001 avec le groupe de travail n°2), Principal Lead Author (en 1996  avec le groupe de travail n°3) et Coordinating Lead Author (en 2014 avec le groupe de travail n°2). Il s’est retiré en octobre 2013 de l’équipe de rédaction du résumé du rapport par refus de voir son nom associé à son alarmisme.

## Livres
Richard Tol a publié quatre livres:
- (en) Richard S.J. Tol, Climate Economics : Economic Analysis of Climate, Climate Change and Climate Policy, Edward Elgar, 2014, 208 p. (ISBN 978 1 78254 592 7)
- (en) Thomas W. Hertel, Steven K. Rose, Richard S. J. Tol, Economic Analysis of Land Use in Global Climate Change Policy, Routledge, 2009, 368 p. (ISBN 9780415847223)
- (en) Hans von Storch, Richard S. J. Tol, Götz Flöser, Environmental Crises : Science and Policy, Springer, 2008, 142 p. (ISBN 978-3-540-75896-9)
- (en) Thomas Downing, A. Olsthoorn, R.S.J. Tol, Climate, Change and Risk, Routledge, 1999, 432 p. (ISBN 9781138991415)